# Kristian Pedersen
Kristian Rudolf Pedersen (7 de setembro de 1920 — 24 de novembro de 1999) foi um ciclista dinamarquês que representou o seu país nos Jogos Olímpicos de 1948, em Londres, onde terminou em vigésimo sétimo competindo na prova de estrada. Também participou na estrada por equipes, mas não conseguiu completar a prova.